# Brodowski (Brazylia)
Brodowski – miasto w Brazylii, w stanie São Paulo, w pobliżu miasta Ribeirão Preto. Współrzędne geograficzne: 20°59′27″S 47°39′32″W/-20,990833 -47,658889. Ludność: 22 978 mieszk. (2006). 
Powstanie miasta związane jest z rozbudową pod koniec XIX wieku linii kolejowej Companhia Mogiana de Estradas de Ferro. Głównym inżynierem był wówczas Polak Aleksander Brodowski (1856-1899), na którego cześć nazwano miasto. Prawa miejskie Brodowski otrzymało 22 sierpnia 1913.
W mieście urodził się znany brazylijski malarz Candido Portinari.